# Monotoma conicithorax
Monotoma conicithorax es una especie de coleóptero de la familia Monotomidae.

## Distribución geográfica
Habita en Bujará (Buchara).